# Sankt Margarethen bei Knittelfeld
Sankt Margarethen bei Knittelfeld is een gemeente in de Oostenrijkse deelstaat Stiermarken. Sankt Margarethen bei Knittelfeld telt 2665 inwoners (2016) en behoort tot het district Murtal.

## Geschiedenis
Sankt Margarethen bei Knittelfeld maakte deel uit van het district Knittelfeld, tot dit op 1 januari fuseerde met het district Judenburg tot het huidige district Murtal. Op diezelfde dag werden Rachau en Sankt Lorenzen bei Knittelfeld opgenomen in de gemeente Sankt Margarethen bei Knittelfeld.
Stadsgemeenten:
Judenburg · Knittelfeld · Spielberg · Zeltweg

Marktgemeenten:
Kobenz · Obdach · Pöls-Oberkurzheim · Pölstal · Seckau · Unzmarkt-Frauenburg · Weißkirchen in Steiermark

Overige gemeenten:
Fohnsdorf · Gaal · Hohentauern ·  Lobmingtal ·  Pusterwald · Sankt Georgen ob Judenburg · Sankt Marein-Feistritz · Sankt Margarethen bei Knittelfeld · Sankt Peter ob Judenburg
- Gemeinsame Normdatei: 4654662-5
- Virtual International Authority File: 239652729